# Juan Carlos Gamarra Skeels
Juan Carlos Gamarra Skeels (Lima, 15 de noviembre de 1954) es un economista y diplomático peruano. Fue embajador del Perú en el Reino Unido entre el 2018 y el 2024, así como embajador del Perú ante la Santa Sede y Suiza.

## Biografía
Hijo de Carlos Gamarra Vargas y Edwina Skeels Devlin. Realizó estudios escolares en el Colegio de la Inmaculada; el Hill House School y el St. Edmund's School, en Inglaterra; el Liceo Cervantes de Roma; y el Markham College de Lima. 
En 1972 ingresó a la Universidad de Lima, donde estudió Economía, y en 1975 a la Academia Diplomática, de la que se graduó de diplomático y de licenciado en Relaciones Internacionales. En 1986 hizo una maestría en Relaciones Internacionales en la Escuela de Estudios Internacionales Avanzados de la Universidad Johns Hopkins.
En 1983 se casó con la princesa Desirée de Prusia, hija de Carlos Francisco de Prusia y bisnieta del emperador Guillermo II de Alemania.

## Vida profesional
En 1979 ingresó al servicio en Torre Tagle en el gabinete del vicecanciller y en 1981 al del canciller. En 1982 fue comisionado a la embajada peruana en Estados Unidos como secretario y en 1986 a la embajada en Uruguay como representante ante la ALADI. En 1988 fue enviado a la Subsecretaría de Asuntos Económicos e Integración, de la que fue nombrado jefe de gabinete en 1990.
En 1992 fue comisionado a la embajada en España como consejero, cargo que tuvo hasta 1995 cuando fue comisionado como encargado de negocios a Rumania. Desde el 2000 hasta el 2005 fue ministro ante Bélgica, Luxemburgo y la Unión Europea.
Desde 2005 fue sucesivamente director de la Cancillería para Negociaciones Internacionales, México y Centroamérica y la OMC hasta que en 2006 fue nombrado director general del gabinete del Ministro de Relaciones Exteriores.
En el 2009 fue designado embajador en Suiza y concurrente en Liechtenstein, cargos que desempeñó hasta 2013. Ese año fue designado embajador del Perú ante la Santa Sede y entregó sus credenciales al papa Francisco el 23 de septiembre.
El 1 de octubre de 2018, fue designado embajador del Perú en el Reino Unido por el gobierno del presidente Martín Vizcarra, cargo que desempeñó hasta el 26 de febrero de 2024. Durante este periodo, fue también representante del Perú ante la Organización Marítima Internacional.